# Rollygeddon
Rollygeddon ist ein 31-minütiger Amateur-Animationsfilm von Thomas Zeug.

## Handlung
Ein riesiger Asteroid steuert geradewegs auf die Erde zu und droht die Menschheit zu vernichten. Durch einen unglücklichen Zufall ist Rolly derjenige, den die Nasa nun mit einem Raumschiff und einem Sprengkörper bewaffnet zu dem Felsbrocken aus dem All fliegen, ihn in die Luft sprengen und somit die Menschheit retten soll. Doch während seiner Mission geht leider etwas gewaltig schief und Rolly begeht einen folgenschweren Fehler.

## Produktion und Veröffentlichung
Der Film wurde innerhalb von knapp zwei Jahren von Thomas Zeug zu Hause am Computer erstellt. Das Projekt war ursprünglich als 5-minütiger Clip geplant, da es ein Remake eines älteren Kurzfilmes von Thomas Zeug ist. In einer Szene findet eine Schlägerei mit einer animierten Version von Bud Spencer statt. Diese wurde Bild für Bild aus einem Teil des Films Zwei wie Pech und Schwefel nachanimiert. Die Hauptfigur Rolly wurde von Thomas Zeug selbst gesprochen. 
Nach der Premiere am 10. August 2007 im Regensburger Regina Kino wurde Rollygeddon acht Tage später auch im Internet veröffentlicht und ist seitdem zum kostenlosen Download verfügbar. Des Weiteren vertreibt Thomas Zeug den Film auch als DVD, auf welcher sich zusätzliche Extras (z. B. Audiokommentar, Gag-Lexikon, geschnittene Szenen, …) befinden. Mehr als zwei Drittel der Produktionskosten konnten durch freiwillige Spenden refinanziert werden.
Der Film lief bereits auf mehreren Festivals und konnte auch schon einige Preise gewinnen, darunter den mit 10.000 € dotierten Rookie Award von TV-Spielfilm, der auf der Jupiter Preisverleihung 2008 in Berlin vergeben wurde. Der Film wurde auch mehrmals in der Sendung on3-südwild im Bayerischen Fernsehen und auf dem Aus- und Fortbildungskanal ausgestrahlt.

## Auszeichnungen
- ContraVision Filmfestival 2009, Großer Preis der Contra Medienwerkstatt.
- Deutscher Jugendvideopreis 2008, Bester Film in Altersklasse 16–20.
- Rookie Award bei der Jupiter Verleihung 2008 in Berlin.[1]
- JuFinale Bayern 2008, Publikumspreis und Preis für bestes Drehbuch.
- JuFinale Oberpfalz 2007, einer von 4 verliehenen Auszeichnungen und Qualifikation für bayernweiten Wettbewerb
- Regensburger Kurzfilmwoche 2007, 1. Preis im regionalen Wettbewerb und lobende Erwähnung in der bayernweiten Ausscheidung